# تفيرس الدم
تفيرس الدم أو وجود الفيروسات في الدم أو حماتمية (بالإنجليزية: Viremia)‏ هي حالة طبية حيث تدخل الفيروسات إلى مجرى الدم ومن ثم تصل إلى باقي الجسم. وهي تشبه تجرثم الدم. وقد جاء الاسم من دمج كلمة «فيروس» مع الكلمة اليونانية التي بمعنى «دم» (haima). وتبقى عادة لمدة من 4 إلى 5 أيام في الحالة الأولية.

## الأولية مقابل الثانوية
تشير الحماتمية الأولية إلى الانتشار الأولي للفيروس في الدم من أول مكان للعدوى. تحدث الحماتمية الثانوية عندما تنتج عن الحماتمية الأولية انتقال العدوى إلى أنسجة إضافية عن طريق الدم، وفي هذه الحالة يكون الفيروس قد تضاعف ويدخل ثانية إلى الدورة الدموية. تنتج عادة الحماتمية الثانوية زيادة التناثر الفيروسي وزيادة أحجامه في مجرى الدم مما يمكن الفيروس من الوصول إلى خليته المضيفة الطبيعية عبر مجرى الدم والتضاعف بكفاءة أكثر من الموقع الأولي. يعتبر فيروس داء الكلب مثال ممتاز لوصف هذا الاختلاف. حيث سيتضاعف الفيروس عادة لمدة قصيرة في موقع العدوى الأولي، وهو في أنسجة العضلة. يؤدي التضاعف الفيروسي إلى الحماتمية وينتشر الفيروس في موقعه الثانوي للعدوى، وهو الجهاز العصبي المركزي (CNS). تنتج الحماتمية الثانوية بمجرد إصابة الجهاز العصبي المركزي وتبدأ الأعراض عادة. يصبح التلقيح الطبي في هذه النقطة غير فعال، كما أن الانتشار إلى الدماغ لا يمكن إيقافه. يجب أن يتم التلقيح الطبي قبل حدوث الحماتمية الثانوية للشخص لتجنب تلف الدماغ أو الوفاة.

## نشط مقابل سلبي
تحدث الحماتمية النشطة نتيجة تضاعف الفيروس مما يؤدي إلى ظهور الفيروسات في مجرى الدم. تتضمن الأمثلة الحصبة، بها تحدث الحماتمية الأولية في طبقة النسيج الطلائي لمجرى التنفس قبل أن تتضاعف وتخرج من الطبقة القاعدية للخلية (التناثر الفيروسي)، مما يسبب دخول الفيروسات إلى الشعيرات الدموية والأوعية الدموية.
تعد الحماتمية السلبية إدخال الفيروسات إلى مجرى الدم بدون الحاجة إلى تضاعف فيروسي نشط. تضمن الأمثلة التلقيح المباشر من البعوضات عن طريق الاختراقات الجسدية أو عبر نقل الدم.

## اُنظر أيضًا
- إنتان